# Thure Georg Sahama
Thure Georg Sahama (till 1936 Sahlstein), född 14 oktober 1910 i Viborg, död 8 mars 1983 i Helsingfors, var en finländsk geolog.
Sahama blev filosofie doktor 1938 på en avhandling om den så kallade granulitbågen i Lappland, och speciellt formationens struktur och tektonik, men inriktade sig därefter på geokemi och senare vulkanologi och mineralogi. Han var 1940–46 statsgeolog vid geologiska kommissionen och 1946–77 personlig e.o. professor i geokemi vid Helsingfors universitet. Han gjorde under årens lopp flera forskningresor, främst till Östafrika (Belgiska Kongo, Madagaskar och Moçambique). Med Finska östafrikaexpeditionen 1954 startade han ett tre årtionden långt vulkanologiskt-mineralogiskt projekt vid Helsingfors universitet, främst behandlande de alkaliska lavorna från vulkanen Nyiragongo norr om Kivusjön. 
Sahama skrev bland annat läroböckerna Geokemia (1947) och The Geochemistry (1950, tillsammans med Kalervo Rankama) samt sammanfattningen av Nyiragongo-forskningen The Nyiragongo Main Cone (1978). Han tilldelades akademikers titel 1972.